# Карамурат
Карамурат (на румънски: Mihail Kogălniceanu, Михаил Когълничану, предишни – Caramurat и Ferdinand I) е село в Северна Добруджа, окръг Кюстенджа, Румъния. Селото е център на едноименна община. До него е летището на град Кюстенджа.
В Северна Добруджа, освен кюстендженското село Карамурат, румънските власти са прекръстили още едно друго селище на общественика Михаил Когълничану – Еникьой в окръг Тулча.

## Родени в Карамурат
- Йеронимус Менгес – румънско-германски католически теолог.
- Тома Енаке (р. 1970), арумънски актьор, режисьор и продуцент